# Saint-Pierre-les-Étieux
Saint-Pierre-les-Étieux is een gemeente in het Franse departement Cher (regio Centre-Val de Loire) en telt 758 inwoners (2004). De plaats maakt deel uit van het arrondissement Saint-Amand-Montrond.

## Geografie
De oppervlakte van Saint-Pierre-les-Étieux bedraagt 27,1 km², de bevolkingsdichtheid is 28,0 inwoners per km².
De onderstaande kaart toont de ligging van Saint-Pierre-les-Étieux met de belangrijkste infrastructuur en aangrenzende gemeenten.

## Demografie
Onderstaande figuur toont het verloop van het inwonertal (bron: INSEE-tellingen).